# Archaeostraca
De Archaeostraca zijn een orde van uitgestorven kreeftachtigen uit de klasse van de Malacostraca.

## Onderorden
- Caryocaridina †
- Ceratiocaridina †
- Echinocaridina †
- Palaeopemphida †
- Pephricaridina †
- Rhinocaridina †